# Frédéric Ouattara
Pour les articles homonymes, voir Ouattara.
Frédéric Ouattara est un physicien et homme politique burkinabé né le 9 décembre 1966 à Koudougou. Chercheur et professeur de physique, il devient président de l'université Norbert-Zongo de 2019 à 2022. À la suite du coup d'État de janvier 2022, il est brièvement ministre de l'Enseignement supérieur du Burkina Faso de mars à septembre 2022.  

## Biographie
Frédéric Ouattara naît le 9 décembre 1966 à Koudougou.

### Carrière scientifique
Frédéric Ouattara est titulaire d'un doctorat soutenu en 2009 à l'université Cheikh-Anta-Diop,.
Il devient professeur titulaire en physique - géophysique externe à l'École normale supérieure de l'université de Koudougou le 22 juillet 2014. Il est directeur de laboratoire de recherche en énergétique et météorologie de l'espace et est également vice-président chargé des enseignements et des innovations pédagogiques de l'UNZ.
De 2019 à 2022, il est président de l'université Norbert-Zongo.

### Carrière politique
À la suite du coup d'État de janvier 2022, un nouveau gouvernement de transition est mis en place par la junte au pouvoir, sous la présidence de Paul-Henri Sandaogo Damiba. Frédéric Ouattara y fait son entrée le 5 mars 2022, étant nommé ministre de l'Enseignement supérieur. Il n'y reste cependant que quelques mois, le gouvernement étant renversé par un nouveau putsch fin septembre 2022.

## Prix et distinctions
Frédéric Ouattara a reçu en 2018 le Prix Afrique pour l'excellence de la recherche en sciences spatiales de l'Union américaine de géophysique,.